# Buchsbaumring
Inom matematiken är en Buchsbaumring en Noethersk lokal ring så att varje parametersystem är en svag följd. De introducerades av Jürgen Stückrad och Wolfgang Vogel (1973) och uppkallades efter David Buchsbaum.
Varje lokala Cohen–Macaulayring är en Buchsbaumring.